# Katsukarē

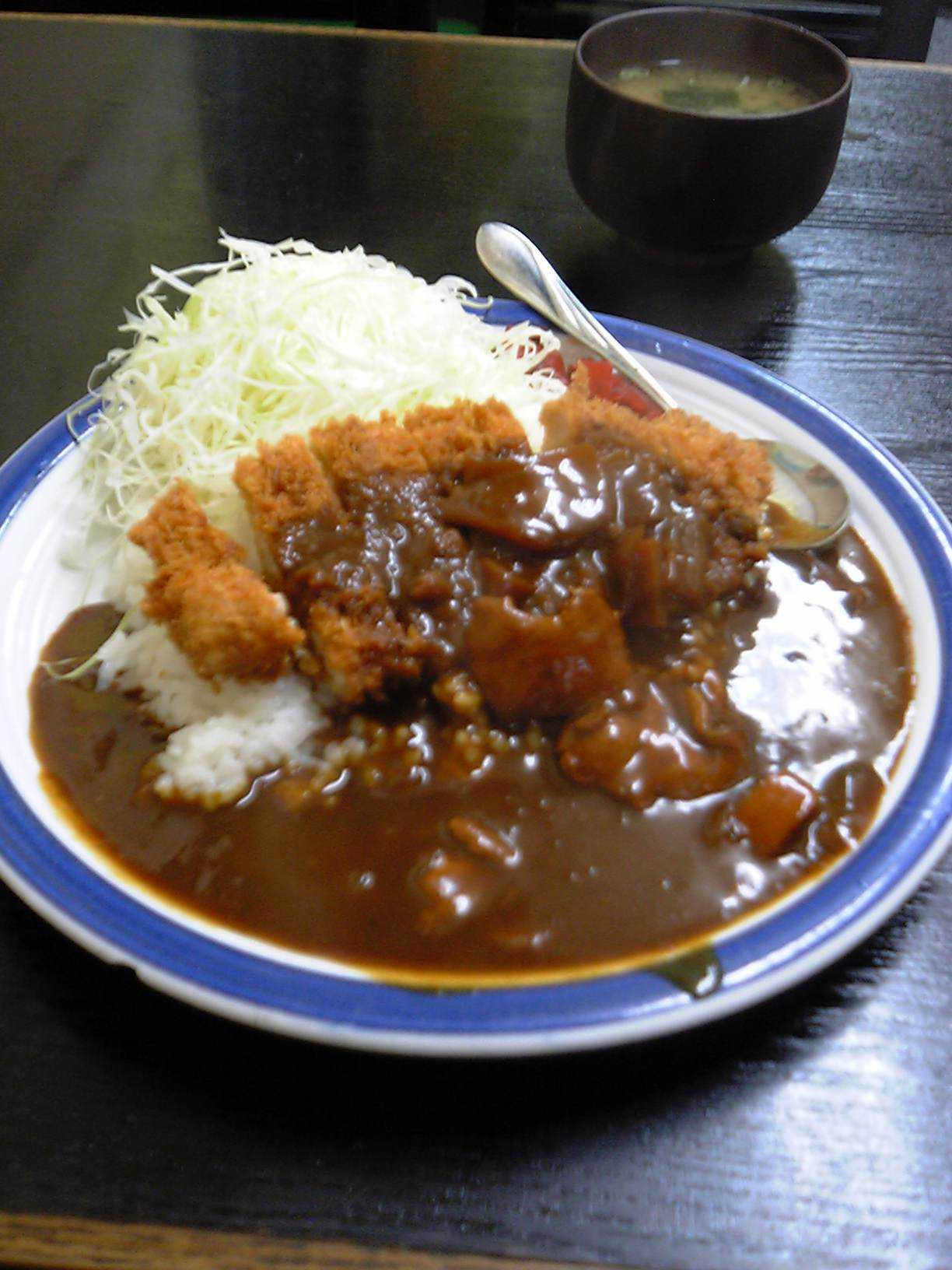
Katsukarē

Katsukarē (jap. カツカレー) ist ein heißes Gericht aus der japanischen Küche.

## Etymologie und Bedeutung
Das Wort katsu ist eine Abkürzung von katsuretsu, welches aus dem englischen cutlet (dt. „Schnitzel, Kotelett“) entlehnt ist. Karē wiederum steht für Curry. In deutschen Rezepten findet sich auch die Schreibweise Katsu Kare.
Das Gericht basiert auf Tonkatsu (ähnlich einem Schnitzel Wiener Art), in mundgerechte Portionen geschnitten, das mit einer dickflüssigen Currysoße und Reis heiß serviert wird. Statt Schweinefleisch kann auch anderes verwendet werden.
Das Gericht wurde in der Meiji-Zeit in einem westlichen Restaurant in Ginza, Tokio, eingeführt.

## Verwandtes
- Katsudon